# Micha Lescot
Pour les articles homonymes, voir Lescot.
Micha Lescot, né le 21 mai 1974, est un acteur français.
Considéré  comme l'un des comédiens de théâtre les plus importants de sa génération, il est diplômé du  Conservatoire national supérieur d'art dramatique de Paris. Il fait ses débuts sur les planches en 1997 dans Hortense a dit : « Je m'en fous ! » de Georges Feydeau, mise en scène par Pierre Diot.
En 2005, il reçoit le Molière de la révélation théâtrale avant d'obtenir celui du Molière du comédien dans un spectacle de théâtre public en 2024 pour son interprétation dans Richard II.
Il s'est également illustrer à la télévision et au cinéma apparaissant dans les séries Nicolas Le Floch, Dix pour Cent, Fais pas çi, fais pas ça, Carême, Capitaine Marleau, À la recherche du temps perdu et dans les films Nénette et Bonis de Claire Denis, Saint Laurent de Bertrand Bonello, Le Redoutable de Michel Hazanavicus, Jeanne du Barry de Maïwenn, Camille redouble de Noémie Lvovsky ou récemment Spectateurs ! d'Arnaud Desplechin.
En 2022, il reçoit sa première nomination aux César dans la catégorie : meilleur acteur dans un second rôle pour son interprétation de Pierre Romans dans le film dramatique : Les Amandiers de Valeria Bruni Tedeschi.

## Biographie
Micha Lescot est le fils du comédien Jean Lescot et de la militante tiers-mondiste Sophie Lescot. Il est le frère cadet de David Lescot.
En 1993, à l'âge de 18 ans, il entre au Conservatoire national supérieur d'art dramatique de Paris dans les classes de Madeleine Marion, Catherine Hiegel, Philippe Adrien. Il est mis en scène par Roger Planchon (révélation du Syndicat de la critique pour Le Triomphe de l'amour en 1998), Philippe Adrien (nomination au Molière de la révélation théâtrale pour Victor ou les Enfants au pouvoir en 1999), Jean-Michel Ribes (Molière de la révélation théâtrale pour Musée haut, musée bas en 2005), Luc Bondy (Prix du meilleur comédien du Syndicat de la critique pour Les Chaises en 2011 et Ivanov en 2015),.
Au cinéma, il tourne sous la direction de Claire Denis, Albert Dupontel, Noémie Lvovsky, Bertrand Bonello, Michel Hazanavicius et à la télévision avec Nina Companeez et Josée Dayan.

## Filmographie

### Cinéma

#### Longs métrages
- 1995 : Le Plus Bel Âge de Didier Haudepin : Guillaume
- 1996 : Nénette et Boni de Claire Denis : le jeune homme du pensionnat
- 1998 : Lautrec de Roger Planchon : Gabriel de Céleyran
- 2002 : Vendredi soir de Claire Denis : le réceptionniste
- 2006 : Enfermés dehors de Albert Dupontel
- 2006 : Je me fais rare de Dante Desarthe : Tony Magloire
- 2008 : Leur morale… et la nôtre de Florence Quentin : Maxime
- 2008 : Musée haut, musée bas de Jean-Michel Ribes : José
- 2008 : Les Inséparables de Christine Dory : un membre de Médecins du monde
- 2009 : La Folle Histoire d'amour de Simon Eskenazy de Jean-Jacques Zilbermann : Raphaël
- 2009 : Le Bel Âge de Laurent Perreau : le curé
- 2012 : Camille redouble de Noémie Lvovsky : le prof de théâtre
- 2014 : Maestro de Léa Fazer : José
- 2014 : Saint Laurent de Bertrand Bonello : Monsieur Jean-Pierre
- 2015 : Je vous souhaite d'être follement aimée d'Ounie Lecomte : Fabio
- 2015 : Nos futurs de Rémi Bezançon : Samy
- 2016 : Arès de Jean-Patrick Benes : Myosotis
- 2017 : Le Redoutable de Michel Hazanavicius : Bamban, l'ami de Godard
- 2017 : Demain et tous les autres jours de Noémie Lvovsky : voix de la chouette
- 2017 : Espèces menacées de Gilles Bourdos : le médecin
- 2018 : Un homme pressé d'Hervé Mimran : Igor
- 2019 : Ulysse et Mona de Sébastien Betbeder : le capitaine de gendarmerie
- 2019 : Edmond d'Alexis Michalik : Anton Tchekhov
- 2022 : Les Amandiers de Valeria Bruni Tedeschi : Pierre Romans
- 2022 : Neneh Superstar de Ramzi Ben Sliman : le professeur de chant
- 2023 : La Grande Magie de Noémie Lvovsky : directeur de l'hôtel[5]
- 2023 : Jeanne du Barry de Maïwenn : Mercy
- 2024 : Hors du temps d'Olivier Assayas : Etienne
- 2024 : Spectateurs ! d'Arnaud Desplechin
- 2024 : Le Choix de Gilles Bourdos : Damien
- 2024 : Pourquoi la guerre d'Amos Gitaï : Einstein
- 2025 : L'Affaire de l'esclave Furcy d'Abd al Malik
- 2025 : Je le jure de Samuel Theis : Paul
- 2026 : Maigret et le mort amoureux de Pascal Bonitzer : Mazeron

#### Courts métrages
- 2002 : Histoire naturelle de Laurent Perreau
- 2006 : Enceinte jusqu'aux dents de Marie Donnio : Lucas, l'agent artistique
- 2010 : Clip Padam de Benjamin Biolay : Benjamin Biolay
- 2012 : Old Love Desert de Jonathan Millet : lui
- 2015 : Vent moderne de Xavier Veilhan
- 2017 : Clip Une femme d'Albin de la Simone

### Télévision
- 1985 : Music Hall de Marcel Bluwal
- 1985 : Les Lendemains qui chantent de Jacques Fansten (téléfilm)
- 1994 : Tous les garçons et les filles de leur âge (collection) : US Go Home de Claire Denis (téléfilm)
- 1995 : Les Années lycée (collection) : Attention fragile de Manuel Poirier (téléfilm) : Régis
- 1998 : L'Histoire du samedi : Le Feu sous la glace de Françoise Decaux-Thomelet (série) : Charles
- 1998 : Les Grands Enfants de Denys Granier-Deferre (téléfilm)
- 2000 : Frédo & Tonio de Nicolas Bazz (série) : Popovic
- 2005 : Vénus et Apollon, épisode Soin révélateur (série) : Sylvain
- 2006 : L'Avare de Christian de Chalonge (téléfilm) : Valère
- 2007 : Fais pas ci, fais pas ça, épisode Plein la tête de Pascal Chaumeil (série) : le professeur de guitare
- 2010 : Contes et nouvelles du XIXe siècle : L'Affaire Blaireau de Jacques Santamaria (série) : Jules Fléchard
- 2011 : À la recherche du temps perdu de Nina Companeez (mini série) : le narrateur
- 2013 : Nicolas Le Floch , épisode Le Crime de l'hôtel Saint-Florentin de Philippe Bérenger (série) : Eudes Duchamplan
- 2013 : Indiscrétions de Josée Dayan (téléfilm) : Paolo
- 2014 : Rouge Sang de Xavier Durringer (téléfilm) : Héron
- 2014 : Le Système de Ponzi de Dante Desarthe (téléfilm) : avocat général adjoint Hurwitz
- 2017 : La Bête curieuse de Laurent Perreau (téléfilm) : Bruno
- 2019 : Capitaine Marleau , épisode Une voix dans la nuit de Josée Dayan (série) : Jean-Charles Dumont
- 2020 : Dix pour cent , saison 4, épisode 1 Charlotte (série) : Oscar Rondo
- 2021 : Les petits meurtres d'Agatha Christie, saison 3, épisode 8 En un claquement de doigt : Frédéric Light
- 2024 : Sur la dalle de Josée Dayan : Josselin de Chateaubriand
- 2025 : Carême de Martin Bourboulon (Apple TV+) : Joseph Fouché
- 2026 : Camarades de Dominique Baumard et Benjamin Charbit

### Doublage
- 2009 : Gaston : Gaston Lagaffe (création de voix)
- 2020 : Aya et la Sorcière : Thomas

## Théâtre
- Psyché de Corneille et Molière, mise en scène Yan Duffas, Théâtre de la Tempête
- 1995 : Hortense a dit : « Je m'en fous ! » de Georges Feydeau, mise en scène Pierre Diot, Les Compagnons de Jeu, Festival Saint-Jean-d'Angély
- 1996 : La Tour de Nesle de Roger Planchon d'après Alexandre Dumas, mise en scène Roger Planchon, Théâtre de Nice, TNP Villeurbanne
- 1996 : Le Triomphe de l'amour de Marivaux, mise en scène Roger Planchon, TNP Villeurbanne
- 1997 : La Tour de Nesle de Roger Planchon d'après Alexandre Dumas, mise en scène Roger Planchon, Théâtre Mogador
- 1998 : Le Triomphe de l'amour de Marivaux, mise en scène Roger Planchon, TNP, Odéon-Théâtre de l'Europe
- 1998 : Arcadia de Tom Stoppard, mise en scène Philippe Adrien, Théâtre du Vieux-Colombier
- 1998 : Victor ou les Enfants au pouvoir de Roger Vitrac, mise en scène Philippe Adrien, Théâtre de la Tempête
- 1999 : Casimir et Caroline d'Ödön von Horváth, mise en scène Jacques Nichet, Théâtre national de Toulouse, Théâtre national de la Colline
- 1999 : Henry V de William Shakespeare, mise en scène Jean-Louis Benoît, Festival d'Avignon
- 2000 : Arcadia de Tom Stoppard, mise en scène Philippe Adrien, Théâtre du Vieux-Colombier
- 2001 : Félicie, la provinciale de Marivaux, mise en scène Roger Planchon, TNP Villeurbanne, Comédie de Saint-Étienne
- 2001 : Les Conspirateurs, mise en scène David Lescot, Théâtre des 50, 1998 et France Culture, 2001
- 2002 : Je crois d’Emmanuel Bourdieu, mise en scène Denis Podalydès, Maison de la Culture de Bourges, Théâtre de la Bastille
- 2002 : L'Association de et mise en scène David Lescot, Théâtre de l'Aquarium
- 2003 : Soucis de famille de Karl Valentin, mise en scène Gilles Cohen, Théâtre Vidy-Lausanne
- 2004 : …Où boivent les vaches de Roland Dubillard, mise en scène Éric Vigner, Théâtre de Lorient
- 2004 : Musée haut, musée bas de Jean-Michel Ribes, mise en scène de l'auteur, Théâtre du Rond-Point
- 2004 : Háry János de Zoltán Kodály, livret Béla Pausini et Zsolt Harsányi d’après János Garay, adaptation française Florian Zeller, mise en scène Jean-Paul Scarpitta, Théâtre du Châtelet
- 2005 : Célébration d'Harold Pinter, mise en scène Roger Planchon, Théâtre du Rond-Point
- 2005 : Frère & sœur, chorégraphie Mathilde Monnier, Festival d'Avignon
- 2006 : Jusqu'à ce que la mort nous sépare de Rémi De Vos, mise en scène Éric Vigner, CDDB-Théâtre de Lorient, 2007 : Théâtre du Rond-Point
- 2007 : Le Mental de l’équipe d'Emmanuel Bourdieu et Frédéric Bélier-Garcia, mise en scène Denis Podalydès et Frédéric Bélier-Garcia, Théâtre du Rond-Point
- 2007 : La Seconde Surprise de l'amour de Marivaux, mise en scène Luc Bondy, Théâtre Nanterre-Amandiers
- 2008 : La Seconde Surprise de l'amour de Marivaux, mise en scène Luc Bondy, MC2, Comédie de Reims, Nouveau théâtre d'Angers, Théâtre du Gymnase, Théâtre Vidy-Lausanne, Théâtre des Célestins, Théâtre des Bouffes du Nord, tournée
- 2009 : La Seconde Surprise de l'amour de Marivaux, mise en scène Luc Bondy, Théâtre national de Strasbourg, Le Quartz, tournée
- 2009 : Un garçon impossible de Petter S. Rosenlund, mise en scène Jean-Michel Ribes, Théâtre du Rond-Point
- 2009 : Sextett de Rémi de Vos, mise en scène Éric Vigner, CDDB-Théâtre de Lorient, Théâtre du Rond-Point
- 2010 : L'Infâme de Roger Planchon, mise en voix Jacques Rosner, Théâtre Ouvert
- 2010 : Les Chaises d'Eugène Ionesco, mise en scène Luc Bondy, Théâtre Nanterre-Amandiers, Théâtre Vidy-Lausanne
- 2011 : Les Chaises d'Eugène Ionesco, mise en scène Luc Bondy, tournée
- 2012 : Lucide de Rafael Spregelburd, mise en scène Marcial Di Fonzo Bo, Théâtre Marigny
- 2012 : Le Retour d'Harold Pinter, mise en scène Luc Bondy, Théâtre de l'Odéon
- 2014 : Le Tartuffe de Molière, mise en scène Luc Bondy, Théâtre de l'Odéon[6].
- 2015 : Ivanov de Anton Tchekhov, mise en scène Luc Bondy, Théâtre de l'Odéon
- 2016 : Le Tartuffe de Molière, mise en scène Luc Bondy, Théâtre de l'Odéon
- 2017 : Bella Figura de et mise en scène Yasmina Reza, Théâtre Liberté (Toulon), Théâtre national populaire (Villeurbanne), La Criée
- 2017 : Bouvard et Pécuchet de Gustave Flaubert, mise en scène Jérôme Deschamps, Théâtre de la Ville, tournée[7].
- 2017 : Ismène de Yannis Ritsos, Roma de Marguerite Duras, lecture avec Isabelle Adjani, Festival d'Avignon, jardin du Musée Calvet
- 2018 : Un mois à la campagne de Ivan Tourgueniev, mise en scène Alain Françon, théâtre Déjazet
- 2019 : La Collection d'Harold Pinter, mise en scène de Ludovic Lagarde, Théâtre national de Bretagne à Rennes[8], Théâtre des Bouffes du Nord[9]
- 2019 : Départ volontaire de Rémi de Vos, Théâtre du Nord
- 2019 : La Dame de chez Maxim de Georges Feydeau, mise en scène Zabou Breitman, théâtre de la Porte-Saint Martin
- 2021 : Intime Festival, chapitre 9 (festival littéraire) - Théâtre de Namur : Lecture du livre Les liaisons dangereuses de Pierre Choderlos de Laclos[10]
- 2021 : Quai Ouest de Bernard-Marie Koltès, mise en scène Ludovic Lagarde, Théâtre national de Bretagne
- 2022 : Richard II de William Shakespeare, mise en scène Christophe Rauck, Festival d'Avignon et Théâtre des Amandiers
- 2023 : House d'Amos Gitaï, mise en scène Amos Gitaï, Théâtre de la Colline
- 2023 : La Collection d'Harold Pinter, mise en scène de Ludovic Lagarde, Théâtre de l'Atelier
- 2023 : James Brown mettait des bigoudis de et mise en scène Yasmina Reza, Théâtre de la Colline
- 2024 : James Brown mettait des bigoudis, de et mise en scène Yasmina Reza, Théâtre Marigny
- 2025 : Golem d'Amos Gitaï et mise en scène Amos Gitaï, Théâtre de la Colline

## Distinctions

### Récompenses
- Prix du Syndicat de la critique 1998 : Révélation pour Le Triomphe de l'amour
- Festival d’Angers 2003 : Prix d’interprétation pour Histoire naturelle, court métrage de Laurent Perreau
- Molières 2005 : Molière de la révélation théâtrale pour Musée haut, musée bas
- Prix Raimu de la comédie 2007 pour Jusqu'à ce que la mort nous sépare
- Prix du Syndicat de la critique 2011 : meilleur comédien pour Les Chaises
- Prix du Syndicat de la critique 2015 : meilleur comédien pour Ivanov
- Coup de cœur Parole Enregistrée et Documents Sonores 2019 de l’Académie Charles-Cros, proclamé le 15 septembre 2019 au Jardin du Musée Jean de la Fontaine à Château-Thierry[11]
- Molières 2024 : Molière du comédien dans un spectacle de théâtre public  pour Richard II[12]

### Nominations
- Molières 1999 : Molière de la révélation théâtrale pour Victor ou les Enfants au pouvoir
- Molières 2011 : Molière du comédien pour Les Chaises
- Molières 2015 : Molière du comédien dans un spectacle de théâtre public pour Ivanov
- César 2023 : Meilleur acteur dans un second rôle pour Les Amandiers